# Solo (Alberto Urso)
| Recensione | Giudizio |
| ---------- | -------- |
| Rockol     |          |

Solo è il primo album in studio del cantante italiano Alberto Urso, pubblicato il 10 maggio 2019.

## Tracce
1. Indispensabile – 3:16 (testo: Pollex, Guglielmi, De Maria – musica: Valli)
2. Non sarebbe passione (Daniele Magro (cantautore)) – 3:49
3. Vento d'amore – 4:02
4. Accanto a te – 3:45 (testo: Angi)
5. L'amore si sente – 3:18
6. La mia rivoluzione – 4:09
7. Il rumore del mare – 3:01
8. A un passo – 2:58
9. Ti lascio andare – 3:00
10. Guarda che luna (feat. Arisa) – 2:51
11. Adesso tu – 4:06

## Formazione
- Alberto Urso - voce
- Cesare Chiodo - basso
- Mauro Munzi - batteria (traccia 4)
- Paolo Valli - batteria
- Mattia Tedesco - chitarra acustica, chitarra elettrica
- Celso Valli - pianoforte acustico

## Classifiche

### Classifiche settimanali
| Classifica (2019) | Posizione massima |
| ----------------- | ----------------- |
| Italia            | 1                 |
| Svizzera          | 85                |

### Classifiche di fine anno
| Classifica (2019) | Posizione |
| ----------------- | --------- |
| Italia            | 29        |